# 홍진욱
홍진욱(1975년 1월 5일 ~ )은 대한민국의 성우로, 2002년 한국방송 성우극회 공채 29기로 입사했다. 배우자는 같은 소속의 성우인 윤승희다.

## 출연작품

### 애니메이션

#### KBS
- 꼬마신선 타오 (KBS) - 교장선생님 / 손손 선생님 役
- 다오배찌 붐힐대소동 (KBS) - 세이버 役
- 라라의☆스타일기 (KBS) - 홍진욱 (라라(키라리)의 아버지/츠키시마 타카시) 役
- 마법전사 라이너 (KBS) - 밀란 프로워드
- 바다소년 오대양 (KBS) - 허드슨 役
- 빨간 자전거 (KBS) - 마을 사람
- 메타제트 (KBS) - 스트롱 役
- 애니퐁 (KBS)
- 스톤에이지 (KBS) - 아고아 役
- 은하공주 디지캐럿 (KBS) - 남자 役
- 트랜스포머 프라임 (EBS) - 스타스크림 役
- 파워마스크 (KBS)
- 플루팔루 대모험 (KBS) - 이그나티우스 役
- 피들리 팜 (KBS) - 별이 아저씨 役
- 피쉬와 칩스 (KBS)
- 쿵푸공룡수호대 (KBS) - 챠우 役
- 티티 체리 - 칠리, 클라우드
- 티티 체리 스폐셜 (KBS 키즈) - 칠리, 클라우드
- 상상꾸러기 꾸다 - 저스틴, 꾸다아빠
- 용이가 간다 (KBS) - 두섭 아들 / 간수 / 순사2 役

#### 타방송사
- 일하는 세포 (애니맥스) - 수혈 적혈구(DB5963)
- 가이킹 (재능TV)
- 강철의 연금술사 극장판 (애니원) - 글러트니 / 하이먼스 브레다 役
- 건담 0080 주머니 속 전쟁 OVA (애니박스) - 가르시아 役
- 건담 0083 지온의 잔광 (애니박스) - 알렌 役
- 건담 08MS소대 (애니박스) - 테리 센더스 Jr 役
- 건담 08MS소대 밀러스 리포트 (애니박스) - 샌더스 役
- 건담 0083 스타더스트 메모리 (애니박스) - 아델 役
- 건담 이글루 - 1년 전쟁 비록 (애니박스) - 에리히 크류거 / 디메지엘 손넨 役
- 건담 이볼브 (애니박스) - 통신사1 役
- 건스워드 (애니맥스)
- 겁쟁이 다람쥐 토토리 (애니맥스) - 벅 役
- GO! GO! 동물탐험대 (애니박스)
- 고양이 탐정 허클 (EBS) - 툴툴 役
- 곤 (EBS) - 단데 役
- 골판지 전사 더블 (투니버스)
- 극상학생회 (챔프) - 하루오 / 사장 / 남학생 / 의사 役
- 긴급출동 레스큐파이어 (재능TV) - 레이지(세계소방청장) / 마르크(파이어 4) / 강팀장 役
- 괴도 조커 (카툰네트워크) - 버틀러
- 꼬마기사 마이크 (EBS)
- 꼬마유령 캐스퍼 : 메리 고스트마스 (카툰네트워크) - 스니블 / 노엘 役
- 꼬마유령 캐스퍼 : 새로운 모험 (카툰네트워크) - 팀 / 스니블 役
- 놀이터 구조대 뽀잉 (EBS) - 불리 할아버지 / 길쭉이 소장 役
- 닥터 슬럼프 극장판 - 응짜! 사랑을 담아, 펭귄마을 올림 (카툰네트워크) - 마실릿 박사 役
- 던전 앤 파이터 (챔프) - 바론 役
- 닥터 슬럼프 아리 (재능TV) - 슈퍼맨
- 데스노트 (애니원) - 선생님2 / 남학생1 役
- 독수리 오형제 극장판 (애니박스) - 경찰대장 役
- 동쪽의 에덴 (투니버스)
- 드래곤볼 카이 (챔프) - 기뉴 役
- 디그레이맨 (애니맥스)
- 디지몬 고스트 게임 (재능TV) - 클록몬, 엘리퍼몬 役
- 뚜바뚜바 눈보리 (EBS) - 왕구리 役
- 라제폰 (챔프) - 스구루 役
- 러브 콤플렉스 (애니맥스) - 나카노 키요지 役
- 레고 닌자고 - 액시다쿠스
- 레다카이 (재능TV)
- 레인보우 버블젬 (EBS) - 퍼플킹
- 미라큘러스: 레이디버그와 블랙캣 (EBS) - 아빠 役
- 로미오와 줄리엣: 바다표범의 사랑이야기 (카툰네트워크) - 캐플릿 役
- 마기 (카툰네트워크) - 여재 / 부관 役
- 마법기사 레이어스 OVA (애니박스) - 세레스 / 렉서스 役
- 마법소녀 아르스 (애니맥스)
- 마법의 별 매지네이션 (SBS) - 프립 役
- 머나먼 시공 속에서 OVA 자양화의 꿈 (애니박스) - 아크람 / 세풀 役
- 머나먼 시공 속에서 OVA 백룡의 무녀 (애니박스) - 아크람 / 카즈히토 役
- 메카드볼 (MBC) - 파키라, 선대 블랙코마 대장
- 메탈베이블레이드 (투니버스) - 아이언 그레이시 / 요하네스 役
- 메탈베이블레이드 제로G (재능TV) - 죠 / 카일 / 아이언 役
- 명탐정 코난 (애니맥스) - 이주현 役
- 명탐정 코난 (투니버스) - 정범석  役
- 미래소년 코난 (대원방송) - 레프카  役
- 미스터맨 쇼 (카툰네트워크) - 무례 씨 役
- 반드레드 (챔프) - 뾰로 役
- 뱀파이어 헌터 OVA (애니박스) - 집사 役
- 베르사이유의 장미 (EBS) - 자르제 / 니콜라스 役
- 벤10 옴니버스 (카툰네트워크)
- 브링큰 (재능TV) - 이안
- 블랙캣 (애니맥스) - 베르제 役
- 비밀요원 터프퍼피 (니켈로디언) - 카멜레온 役
- 사이보그 009 (애니맥스) - 007 (그레이트 브린튼) 役
- 사쿠라대전 앵화현란 OVA (애니박스) - 요네다 役
- 소년 음양사 (애니맥스) - 세이류 役
- 소년탐정 김전일 Original (애니박스) - 쿠라사와 히카루 役
- 수왕성 (애니맥스) - 유키 / 오딘 役
- 슈퍼닌자 (니켈로디언)
- 슈퍼로봇대전 OVA (애니박스) - 유르겐 役
- 슈퍼코리언 (SBS)
- 스쿠비 두와 사이버 모험 (카툰네트워크) - 카우프만 役
- 스킵비트 (애니맥스) - 사와라 타케노리 役
- 스트라토스4 (애니맥스)
- 슬레이어즈 극장판 - 완전무결 (애니박스) - 덩치 役
- 아기공룡 둘리 (SBS)
- 어떤 마술의 금서목록 (애니맥스) - 아레이스타 크로울리 / 야마사카 오우마 / 좌방의 테라 役
- 어린 왕자 (EBS)
- 엑스 드라이버 OVA (애니박스) - 케이 / 랄프 / 피츠 役
- 엘하자드 OVA (애니박스) - 론즈 役
- 엘하자드 OVA2 (애니박스) - 유바 役
- 외계인 붐 (MBC)
- 우주여행사 야트 (재능TV) - 푼타 役
- 요괴인간 (애니맥스) - 뉴스앵커 / 남자2 / 데몬크리스토 / 선생님 / 남자 / 택시기사 / 뉴스앵커2 / 경찰2 外 役
- 유니코2 (애니박스) - 산고양이 役
- 은하로 킥오프 (애니맥스) - 박 사장 役
- 전투요정소녀 메이브 (애니박스) - 스태프 役
- 전설의 총사 아스타 (재능TV) - 제드 / 알렉토르 / 한수영 아빠 / 판다베레의 병사 / 엘프족의 병사 役
- 재키 찬 어드벤처 (애니맥스) - 랫소 役
- 조이드 신세기제로 (챔프) - 레온 트로스 役
- 짱구는 못말려 극장판: 흑부리 마왕의 야망(챔프), (애니원) - 흑부리 마왕 / 피에르 조커 役
- 짱구는 못말려 극장판: 암흑마왕 대추적 (챔프), (애니원) - 라벤더 役
- 짱구는 못말려 극장판: 폭풍을 부르는 석양의 떡잎마을 방범대 (챔프), (애니원) - 박사 役
- 창작 애니메이션 스페셜 (SBS) - 먹보 도깨비 役
- 최강전사 미니특공대 (EBS) - 첸 / 파스칼 役
- 최종병기 그녀 OVA (애니박스) - 부장관 役
- 천하무적 아머히어로 (재능TV) - 김성우 / 라이노맨 役
- 채운국 이야기 (애니맥스) - 홍구랑 / 랑연청 役
- 챔피언 죠 (애니박스) - 니시 役
- 체포하겠어 극장판 (애니맥스) - 에모토 경감 役
- 출동! 레스큐 포스 (재능TV) - 실베로토 役
- 초속변형 자이로제타 (투니버스) - 하태우 役
- 미니특공대 (EBS) - 첸 / 파스칼 役
- 침묵의 함대 (애니박스) - 베이커 役
- 카논 리메이크 (애니맥스) - 기타가와 준 / 담임선생님 / 영어선생님 / 사유리 아빠 役
- 코라의 전설 (니켈로디언) - 우나락
- 탈옥의 달인 (재능방송) - 호리,다수 役
- 택틱스 (애니맥스) - 누마타 役
- 피터 래빗 (EBS)
- 피터 팬 (EBS) - 후크 役
- 하야테처럼 (애니맥스) - 카오루 쿄스케 / 사에키 히무로 役
- 한국사 시간여행 (EBS) - 허조 / 최윤덕 / 김장생 役
- 헌터X헌터 (애니원) - 밀렵꾼1&2 / 콘타 / 젠지 / 남자2 役
- 해피 럭키 깜짝맨 (카툰네트워크) - 크로노즈 役
- 헬로 카봇 유니버스 (SBS) - 런처 役
- 헬로 카봇 젬(SBS) - 타이거붐 役
- 헬싱ova (애니박스,DVD 5~7) - 소령(소좌) 役
- 허풍선이 과학쇼 시즌2 (EBS1) - 과학자 役
- 포켓몬스터 XY (투니버스) - 코르(72화) 役

### 극장판 애니메이션
- 다마고치 극장판 1기: 두근두근 우주의 미아 (카툰네트워크) - 태양치
- 다마고치 극장판 2기: 우주제일의 행복한 이야기 (카툰네트워크) - 태양치
- 공룡메카드: 타이니소어의 섬 (MOVIE) - 칼로비스 / 스피노 役
- 극장판 엉덩이 탐정: 화려한 사건 수첩 (MOVIE) - 말티즈 서장 役
- 꼬마영웅 경찰차 프로디 (MOVIE) - 경찰서장 컨스터블 役
- 눈의 여왕 4 (MOVIE) - 애로그 役
- 니코: 산타비행단의 모험 (MOVIE) - 프랜서 役
- 닐스의 모험 (MOVIE) - 렉스 役
- 더 프린세스: 도둑맞은 공주 - 체르노머 役
- 드래곤볼Z 극장판 (MOVIE) - 계왕신 役
- 라야와 마지막 드래곤 - 완, 남자 상인
- 발레리나 - 루토
- 마다가스카 (KBS) - 맬먼
- 명탐정 코난: 100만 달러의 오릉성 - 니시무라 쿄헤이
- 모아나 - 마을 사람
- 모험왕 블링키 - 고양이
- 부그와 엘리엇 2 (MOVIE) - 로베르토 役
- 빅풋 주니어 (MOVIE) - 윌버 / 윌링슬리 役
- 미운 오리 새끼의 모험 (MOVIE) - 웨슬리
- 새미의 어드벤처 (MOVIE) - 갈매기 役
- 새미의 어드벤처 2 (MOVIE) - 잭스 / 필립 / 모리스 役
- 슈퍼펫 (MOVIE) - 빅터 役
- 신밧드: 7대양의 전설 (KBS) - 리
- 스파이더맨: 뉴 유니버스 - 에런 데이비스
- 아이스 에이지: 지구 대충돌 - 게빈
- 얼리맨 (MOVIE) - 호그놉 役
- 엘라의 모험 2: 백설공주 길들이기  - 멍크
- 유다의 사자: 부활절 대모험 (MOVIE) - 호러스 役
- 이디야와 얼음왕국의 전설 (MOVIE) - 아이탁 족장 役
- 이웃집 야마다군 (MOVIE) - 아빠 役
- 원더랜드 (MOVIE) - 쿠퍼 役
- 천로역정: 천국을 찾아서 (MOVIE)
- 캡틴하록 (MOVIE)
- 키코리키: 황금모자의 비밀 (MOVIE) - 칼린 / 부족장
- 카 3: 새로운 도전 - 스털링 회장 / 레이 레버햄
- 쿵후팬더: 영웅의 탄생 (MOVIE) - 레오 役
- 퀸즈 코기 (MOVIE) - 넬슨 役
- 토니 스토리: 깡통제국의 비밀 (MOVIE)
- 토이 스토리 4 - 버니 / 보니 아빠 / 칼 레이너로소러스
- 폭풍우 치는 밤에 (MOVIE) - 비치/자쿠 役
- 프린스 코기 (MOVIE) - 넬슨 役
- 화이트 고릴라 (MOVIE) - 론 役
- DC 리그 오브 슈퍼-펫 - 사이보그

### 특수촬영 드라마
- 가면라이더 블레이드 (챔프)
- 가면라이더 드래건 극장판 (애니박스) - 간자키 시로
- 가면라이더 아기토 극장판 (애니박스) - 미스기 교수
- 파워레인저 트레져포스(대원방송) - 류(트레저 블루)(미카미 마사시) / 환상의 월광 役
- 긴급출동! 레스큐파이어 (재능TV) - 마르크(파이어4) / 레이지 / 강 팀장
- 철완탐정 로보타크 (재능TV)
- 초성신 그란 세이저 (챔프) - 카미야 고우
- 마법전사 유캔도 (재능TV) - 블러디 백작 / 이과장 / 록 크림존
- 환성신 저스티라이저 (재능TV) - 한승태 / 라이저 건트
- 파워레인저 캡틴포스(대원방송) - 왈즈 길
- 파워레인저 트레인포스 (대원방송) - 꾹이(트레인 4호)
- 엑스가리온 - 온도계몬
- 가면라이더 에그제이드 - 이상학
- 가면라이더 세이버 (대원방송) - 류지상(버스터),마스터 로고즈(솔로몬)

### 외화

#### 드라마
- 초한지 (KBS) - 유방 (진도명) / 해설
- 닥터 후/토치우드 시즌 4  (KBS) - 캡틴 잭 (존 바로우맨)
- 더 라인 시즌 1,2,3 (MBC) - 다니엘 라르쉐 (로빈 레누치)
- 언더커버 (KBS) - 닉(에이드리언 레스터)
- 그레이 아나토미(KBS) - 마크 솔론(에릭 데인)
- 백수알바, 내 집 장만기 (TV조선) - 사나다 (시마 다이스케)
- 마루모의 규칙 (TV조선) - 마시마 히데노리
- 삼국지 (KBS) - 진궁 / 순욱 / 정보/ 위연 외
- 신드바드 (KBS) - 군나르 (엘리엇 코완)
- 대지의 기둥 (KBS) - 스티븐 (토니 커렌) / 프랜시스 (데이빗 바크 존스)
- 셜록 시즌 3~4 (KBS) - 마이크로프트(마크 게이티스)
- 블라인드 저스티스 (KBS) - 라이먼 / 이든 / 이든 아버지 (1회, 7회)
- 전쟁과 평화(KBS) - 나폴레옹(마티외 카소비츠) / 빌리빈(로리 키넌) / 오스트리아 육군대신(윌리엄 브랜드) / 바그라치온 장군(핍 토렌스) / 니콜라이의 친구(2화) / 베니히센 장군(테렌스 비즐리)
- 데미지 (KBS) - 윌리엄스(케이시 시마즈코)
- 리썰 웨폰(KBS) - 리오(토머스 레넌)
- 리치 리치(넷플릭스) - 클리프 리치(키프 반덴휴벨)
- 경감 메그레(KBS) - 장비에(샤운 딩월)
- 뿌리(하이라이트TV) - 쿤타 킨테(맬러카이 커비) / 마셀러스(마이클 제임스 쇼) / 톰(시달 스레트 2세)
- 나치 영국 지부 SS-GB(KBS) - 후트(라르스 아이딩어)
- 브렉시트: 치열한 전쟁(KBS) - 보리스 존슨(리처드 골딩) / 더글라스 카스웰(사이먼 페이즐리 데이) / 빌 캐시(리차드 더든)
- 워리어스(KBS) - 콰테모크(T.J. 라미니)
- 미즈 마블 - 유수프(모한 카푸르)
- 서바이버스 (서울신문 STV)
- 넘버스 (SBS)
- 로스트 (KBS)
- 롬멜 (CNTV)
- 메디컬 인베스티게이션 (PSB)
- 제너레이션 워 (CNTV)
- 호텔 바빌론 (KBS)
- 신 수호지 (한국경제TV)

#### 영화
- 노예 12년 (KBS) - 솔로몬 노섭 (치웨텔 에지오포)
- 배트맨 (KBS) - 잭 / 조커 (잭 니콜슨)
- 아메리칸 셰프 (KBS) - 칼 (존 파브로)
- 조니 카파할라 (EBS) - 조니 (브랜든 베이커)
- 800 블렛 (SBS) - 돈 마리아노 (라몬 바에라) / 경찰 서장(알폰소 토레그로사) / 택시 기사(에두아르도 안투냐)
- 그레이시 스토리 (KBS) - 피터 (조시 바클레이 카라스)
- 꼬마 니콜라의 여름방학 - 베르니끄 / 교장선생님
- 나의 그리스식 웨딩 2 (KBS) - 마이클(이언 고메즈) / 거스의 형(마크 마골리스) / 남학생 / 신부
- 달은 어디에 떠 있는가 (KBS) - 센바 (마로 아카지)
- 동물 구조대 사바나 원정기 (EBS) - 그루트
- 딥 임팩트 (SBS) - 돌친스키 (알렉산드르 바루예프)
- 라간 (KBS) - 웨슨 / 바가 / 샴부 외
- 라스트 캐슬 (KBS) - 버나드(프랭크 밀리터리)
- 라이온 킹 - 자주(존 올리버)
- 맘마미아 (KBS) - 신부님
- 무간도 3: 종극무간 (KBS) - 로널드(방호현)
- 베토벤 (EBS) - 브래드 (데이비드 듀코브니)
- 불의 전차 (KBS) - 샌디(스트루언 로저)
- 빨간 머리 앤(영어판) (EBS) - 모건 (프랭크 컨버스)
- 소림축구 (SBS) - 사사형 (진국곤)
- 스타워즈 에피소드 1: 보이지 않는 위험 (KBS) - 파나카 (휴 콰시)
- 시몬 (KBS) - 맥(로버트 무스그라브)
- 신비한 동물사전 - 제이콥(댄 포글러)
- 신비한 동물들과 그린델왈드의 범죄 - 제이콥(댄 포글러)
- 엽문2 (KBS) - 금산조 (번소황)
- 오보소도 (SBS) - 미르코 외
- 오션스 일레븐 (KBS) - 리빙스턴 (에디 제미슨) / 윌시(마이클 딜라노) / 옌(진소파)
- 올리버 트위스트 (KBS) - 블래더 (닉 스트링거) 외
- 울어야 사는 여자 (KBS) - 조지
- 원시소년 바타의 모험 (EBS) - 바타 (클라렌스 존 라이언)
- 은하수를 여행하는 히치하이커를 위한 안내서 (KBS) - 슬라티바트패스트 (빌 나이) / 보고인(마크 월슨) / 고속도로 건설원
- 이클립스 (KBS) - 빌리 (길 버밍햄)
- 젤리피쉬 (KBS) - 메나흠 (샬롬 쉬무엘로브)
- 조지 클루니의 표적 (KBS) - 레이(마이클 키튼)
- 택시 운전사의 사랑 (KBS) - DJ 탐마롱 선생
- 트랜스포머 (KBS) - 엡스 (타이레스)
- 트랜스포머 2 (KBS) - 엡스 (타이레스) / 모샤워 장군 (글렌 모슈워)
- 쿼바디스 도미네 (KBS) - 바울(즈비기뉴 웰러리스)
- 크래쉬 (KBS) - 앤서니 (루다 크리스)
- 카운터피터 (KBS) - 콜랴(세바스티안 우르젠도프스키)
- 폰 부스 (KBS) - 브레먼(조쉬 파이스)
- 하비와 밥이 만났을 때 (KBS) - 앤디 (패드러익 들러니)
- 프로젝트 님 (KBS) - 허버트 테라스 교수
- 송 포 유 (KBS) - 로버트 (윌리 조나)
- 애널라이즈 디스 (KBS) - 이삭 소벨 (빌 메이시) / 도미니크 마네타 (바트 탠그레디)
- 퍼블릭 에너미 (KBS) - 넬슨 (스티븐 그레이엄)
- 조조: 황제의 반란 (KBS) - 길본 (요로) / 건석 / 노내관
- 굿모닝 맨하탄 (KBS) - 사티쉬 (아딜 후세인)
- 퍼펙트 스톰 (KBS) - 머프 (존 C. 라일리) / 알렉샌드 (밥 건톤)
- 나이트 플라이트 (SBS) - 호텔 손님(로버트 파인) / 테러범 / 경호원
- 나의 발리우드 신부 (KBS)
- 디파티드 (KBS) - 배리건 형사(제임스 배지 데일)
- 럭키 넘버 슬레븐 (KBS) - 닉 피셔(샘 재거)
- 레알 (SBS) - 라디오 방송
- 리딕: 헬리온 최후의 빛 (KBS) - 툼스의 동료(타이 올슨) / 네크로몬거의 병사(찰스 주커만) / 헬리온의 병사
- 리플레이스먼트 (SBS)
- 맨 인 블랙 (SBS) - 프랭크(팀 브래니) / 외계인(키스 캠벨) / 경찰(프레드릭 렌)
- 마이클 클레이튼 (KBS) - 달베르토 형사(데이비드 제이어스) / 번의 동료(테리 세르피코) / 토드(매튜 데트머)
- 미스틱 리버 (SBS) - 브레든(톰 가이리)
- 미스 에이전트2 (SBS)
- 버티칼 리미트 (SBS) - 시릴 벤치(스티브 르 마르퀀트)
- 블러드 워크 (SBS) - 톨리버(제리 벡커)
- 빅 피쉬 (KBS) - 서커스 단장(대니 드비토) / 시장(찰스 매클로혼)
- 사랑도 통역이 되나요? (SBS) - 미국인 사업가(리처드 엘렌) / 바텐더(다나카 고이치)
- 사랑해, 파리 (KBS)
- 삼사라 (KBS)
- 쉬핑뉴스 (SBS)
- 스쿠비 두 2: 몬스터 대소동 (SBS) - 위클스(피터 보일) / 흑기사 유령(케빈 듀랜드)
- 시간 여행자의 아내 (KBS) - 도서관 직원(바트 베드퍼드) / 경찰(매트 버먼) / 목사
- 업보 (KBS)
- 우주전쟁 (SBS) - 팀(데이비드 앨런 바스체)
- 임포스터 (SBS)
- 잠수종과 나비 (KBS)
- 저지 걸 (SBS)
- 좋은 친구들 (SBS) - 헨리의 아버지(보 스타) / 브루스(마크 에반 제이콥스) / 우편 집배원(피터 훅)
- 죽음의 터널 (KBS)
- 천국의 속삭임 (KBS)
- 챈스 일병의 귀환 (KBS) - 군인(마이크 콜터)
- 칠검 (KBS) - 목랑(주군달)
- 캣츠 앤 독스 (SBS) - 경비원(마 앤더슨스) / 고양이(대니 만)
- 캔디데이트 (KBS)
- 크로커다일 던디3 (KBS)
- 킹스 스피치 (KBS) - 처칠(티머시 스폴) / 라이오넬의 아들(칼럼 기틴스)
- 퍼펙트 웨딩 (SBS)
- 펭 슈이 (KBS)
- 허리케인 카터 (KBS)
- 허트 로커 (KBS) - 크리스(배리 라이스)
- 헐리우드 엔딩 (KBS) - 오디션 참가자(안소니 아킨)
- 그랜 토리노 (KBS) - 스모키(소니 뷰)
- 정무문 (KBS) - 대사형(전풍) / 스즈키의 부하(준 카츠무라)
- 그린 존 (KBS) - 브릭스(제이슨 아이작스) / 장군(패트릭 세인트 에스프릿) / 포츠(마이클 드와이어)
- 벤허 (KBS) - 일데림 (아트 말릭)
- 2번 레인의 기적 (EBS) - 아빠 (릭 로소비치)
- 꾸뻬씨의 행복여행 (KBS) - 수도승(이가와 토고) / 아프리카 남자(찰스 발로이)
- 도로시(KBS) - 패스터 로스(게리 루이스) / 커트(이몬 오웬스)
- 비포 선셋(SBS) - 기자(로돌프 폴리)
- 마이 리틀 자이언트 - 뼈까지 와작
- 스포트라이트 (KBS) - 마티 배런 (리브 슈라이버)
- 정글북 - 아기 맷돼지(존 패브로) / 들소
- 미녀와 야수 - 미세스 팟의 남편(제날드 호란)
- 친밀한 적 (KBS) - 라크르와(아드리엔 세인트 조레)
- 파이터 (KBS) - 지미(숀 패트릭 도허티)
- 인피니트 (KBS) - 베서스트(치웨텔 에지오포)
- 킬러의 보디가드 2 (KBS) - 바비 오닐(프랭크 그릴로)
- 수퍼 소닉 - 칼(프랭크 C. 터너)
- 크루엘라 - 로저(케이반 노박)
- 스파이더맨: 노 웨이 홈 - 닥터 옥토퍼스(알프리드 몰리나) / 웡(황개선) / 맷 머독(찰리 콕스)
- 이터널스 - 카룬(하리시 파텔)
- 퍼스트 어벤저 - 펠스워스(JJ 필드)

### 다큐 및 교양
- 세상의 모든 다큐 (KBS) 슈퍼 히어로, 불멸의 신화 3부작
- 동물의 왕국 (KBS)
- 퀴즈쇼 사총사 (KBS)
- 인사이드 - 최악의 러시아 교도소 편(NGC)
- 인사이드 - 세기의 인질 구출작전 편(NGC)
- 코스모스 (NGC)
- 제2차 세계대전 최고의 작전, 더 레이드 (NGC)
- 2005.11.09 KBS 세계걸작다큐 사상 최대의 초대강국, 로마왕국 제 1부 북아프리카의 로마제국
- 2007.10.25 KBS 세계걸작다큐 50년 후의 미래 - 도시
- 2007.11.01 KBS 세계걸작다큐 50년 후의 미래 - 에너지
- 2007.09.17 EBS 다큐 10+ - 핵무기 개발 첩보전 제 1부 핵전쟁의 위기
- 2007.09.18 EBS 다큐 10+ - 핵무기 개발 첩보전 제 2부 소련에게 핵 기밀을 넘기다
- 2007.09.20 EBS 다큐 10+ - 핵무기 개발 첩보전 제 4부 이스라엘의 비밀
- 2007.09.21 EBS 다큐 10+ - 핵무기 개발 첩보전 제 5부 핵기술의 유출을 막아라
- 2009.03.31 EBS 다큐 10+ - 제국의 건설, 이집트 제 1부 고대 이집트의 야망 피라미드 ,영원의 금자탑
- 2009.04.01 EBS 다큐 10+ - 제국의 건설 이집트 제 2부 고대 이집트의 야망 요새, 왕묘, 그리고 신전들
- 2009.06.02 EBS 다큐 10+ - 첨단 병기, 이렇게 만들어졌다 제 1부 저격용 라이플총 바렛
- 2009.06.09 EBS 다큐 10+ - 첨단 병기, 이렇게 만들어졌다 제 2부
- 2009.06.16 EBS 다큐 10+ - 첨단 병기, 이렇게 만들어졌다 제 3부
- 2009.06.23 EBS 다큐 10+ - 첨단 병기, 이렇게 만들어졌다 제 4부
- 2009.06.30 EBS 다큐 10+ - 첨단 병기, 이렇게 만들어졌다 제 5부
- 2009.08.04 EBS 다큐 10+ - 2차 대전 최대의 공중전 제 1부 전투의 시작
- 2009.08.11 EBS 다큐 10+ - 2차 대전 최대의 공중전 제 2부 독수리의 날
- 2009.08.18 EBS 다큐 10+ - 2차 대전 최대의 공중전 제 3부 불타는 런던
- 2009.09.30 EBS 다큐 10+ - 붕괴사고 현장을 가다 - 해설
- 2009.10.06 EBS 다큐 10+ - 거대 동물 멸종의 비밀
- 2009.10.14 EBS 다큐 10+ - 뉴욕의 유치원 전쟁
- 2009.10.27 EBS 다큐 10+ - 지구의 탄생과 생명체의 기원 제 1부
- 2009.11.09 EBS 다큐 10+ - 베를린장벽 붕괴 20주년 특집 1989년 11월 9일, 베를린 장벽
- 2009.12.29 EBS 다큐 10+ - 인류 역사의 유산, 건축으로의 여행 제 3부 성 카트리나 수도원에서 스리 랑가나타스와미까지
- 2010.01.12 EBS 다큐 10+ - 인류 역사의 유산, 건축으로의 여행 제 7부 산토도밍고에서 팀부까지
- 2010.01.19 EBS 다큐 10+ - 죽음의 바다, 베링해의 어부들
- 2010.01.27 EBS 다큐 10+ - 다나킬, 세상에서 가장 뜨거운 땅 제 2부 전사 유목민, 아파르족
- 2012.01.05 EBS 다큐 10+ - 문명의 탄생과 몰락 제 5부 로마의 성장과 공화정
- 2012.01.12 EBS 다큐 10+ - 인간과 언어
- 2012.03.09 EBS 다큐 10+ - 사자의 땅, 마사이의 미래
- 2012.04.04 EBS 다큐 10+ - 지구 대탐험 제 1부 지각과 맨틀
- 2012.04.11 EBS 다큐 10+ - 지구 대탐험 제 2부 외핵과 내핵
- 2012.06.14 EBS 다큐 10+ - 기업의 힘 제 7부 일본 기업의 약진
- 2012.06.15 EBS 다큐 10+ - 기업의 힘 제 8부 기업 성공의 열쇠
- 2012.06.21 EBS 다큐 10+ - 기업의 힘 제 9부 발전하는 중국 기업
- 2012.06.22 EBS 다큐 10+ - 기업의 힘 제 10부 기업의 미래
- 2012.07.17 EBS 다큐 10+ - 넬슨 만델라 제 1부 아파르트헤이트의 땅에서
- 2012.07.18 EBS 다큐 10+ - 넬슨 만델라 제 2부 평화와 화해를 찾아서
- 2012.07.24 EBS 다큐 10+ - 박지성의 새로운 선택, QPR의 모든 것 - 해설
- 2012.08.02 EBS 다큐 10+ - 남극 빙하와 지구의 미래
- 2012.09.11 EBS 다큐 10+ - 911 테러 그 후, 생사의 갈림길에서
- 2012.11.21 EBS 다큐 10+ - 미국 대통령 경호실의 실체
- 2013.01.03 EBS 다큐 10+ - 문명의 탄생과 몰락 1편 최초의 도시, 최초의 국가
- 2013.01.10 EBS 다큐 10+ - 문명의 탄생과 몰락 2편 철기시대의 개막
- 2013.01.17 EBS 다큐 10+ - 문명의 탄생과 몰락 3편 고대그리스 그리고 그리스 다운 것
- 2013.01.24 EBS 다큐 10+ - 문명의 탄생과 몰락 4편 알렉산드로스 대왕의 유산
- 2013.01.31 EBS 다큐 10+ - 문명의 탄생과 몰락 5편 로마의 성장과 공화정
- 2013.02.07 EBS 다큐 10+ - 문명의 탄생과 몰락 6편 팍스로마나와 기독교의 탄생
- 2013.06.26 EBS 다큐 10+ - 엘리베이터, 과연 안전한가?
- 2013.08.28 EBS 세계의 눈 - 에너지 위기, 대안을 찾아서
- 2013.09.11 EBS 세계의 눈 - 911 테러 그 후, 생사의 갈림길에서
- 2014.05.11 EBS 세계의 눈 - 셰익스피어는 누구인가?
- 2015.02.28 EBS 세계의 눈 - 21세기형 첩보원 1부
- 2015.03.01 EBS 세계의 눈 - 21세기형 첩보원 2부
- 2015.07.11 EBS 세계의 눈 - 재앙의 재구성 - 911테러
- 2015.07.18 EBS 세계의 눈 - 재앙의 재구성 - 진주만 공격
- 2015.07.24 EBS 금요필러 다시 보는 미국 - 푸드 머신
- 2015.07.31 EBS 금요필러 다시 보는 미국 - 메이드 in USA
- 2015.08.07 EBS 금요필러 다시 보는 미국 - 에너지 시스템
- 2015.08.21 EBS 금요필러 다시 보는 미국 - 교통 시스템
- 2012.11.07 KBS 세상의 모든 다큐 - 최후의 탐험가들 1
- 2012.11.21 KBS 세상의 모든 다큐 - 극한의 여행, 노를 저어 북극까지 - 해설
- 2012.11.28 KBS 세상의 모든 다큐 - 얼음 궁전, 호텔 드 글라스
- 2013.02.18 KBS 특선다큐 길 위의 두 친구 - 데이비드 外
- 2013.02.14 KBS 세상의 모든 다큐 - 시베리아 횡단기
- 2014.10.29 KBS 세상의 모든 다큐 - 우주를 날다
- 2015.01.13 KBS 세상의 모든 다큐 - 겨울방학 특선 슈퍼 히어로 1부
- 2015.01.14 KBS 세상의 모든 다큐 - 겨울방학 특선 슈퍼 히어로 2부
- 2015.01.16 KBS 세상의 모든 다큐 - 겨울방학 특선 슈퍼 히어로 3부
- 2015.05.19 KBS 세상의 모든 다큐 - 슈퍼히어로, 불멸의 신화 : 3부 슈퍼맨 전성시대
- 2015.03.18~2015.03.30 OBS 다큐드라마 <부의 탄생>
- 2015.08.27 광복 70년 특별기획 KBS 미래포럼 '대한민국 재창조의 길을 묻다' 2부 갈등 승화의 길, 세계의 시선으로
- 2016.05.11 KBS 해외걸작다큐 런던 택시기사의 해외원정기 1부 캄보디아 프놈펜
- 2016.05.17 KBS 해외걸작다큐 런던 택시기사의 해외원정기 2부 캐나다 북극
- 2016.05.25 KBS 해외걸작다큐 런던 택시기사의 해외원정기 3부 열대의 낙원 피지
- 2016.06.08 KBS 세상의 모든 다큐 - 사형수 이야기 운명의 24시간 2부 사형수를 위해 싸우는 사람들
- 2017.02.18 EBS 세계의 눈 <플랑드르의 미술> - 해설
- 2017.11.30 KBS 세상의 모든 다큐 <세계 최대의 도시 뉴욕 1부 그랜드 센트럴 터미널>

### 라디오 드라마

#### KBS
다큐멘터리 인물과 사건 (KBS 라디오) 
- 2004.05.23 만약 10만원권 화폐를 만든다면 화폐의 인물은 누가 될까?
- 2004.05.30 그때, 명동성당이 있었다. - 낭독
- 2004.06.06 80년대, 을지로 인쇄골목의 전사들 - 한인철 役
- 2004.06.20 신용불량 그 파산의 끝! - 아버지 役
- 2004.07.11 슬픔의 섬 사할린 제 1부 끝나지 않은 고통 - 정성태 役
- 2004.07.25 민중의 노래 새롭게 변화하는 목소리 - 편우혁 役
- 2004.08.08 친일가요, 그 잃어버린 시대의 유행가 - 조경환 役
- 2004.08.29 <사형>, 정의의 실현인가? 또 하나의 살인인가? - 문창식 役
- 2004.09.12 사북, 슬픈 광부들의 땅 - 광부 役
- 2004.09.19 국민교육헌장, 그리고 교육지표사건 - 안병직 役
- 2004.09.26 홍석천의 커밍아웃, 그 후 4년 - 친구 役
- 2004.10.03 그들은 왜 총을 들지 않는가 - 헌병 役
- 2004.10.17 김민수 교수와 국립 서울 대학교
- 2004.11.14 전태일 34주기, 왜 다시 전태일인가 - 임현재 役
- 2004.11.28 세례명 바르톨로메오! 세상 낮은 곳으로 임하다
- 2004.12.05 시화호에 공룡 알이 나타난 이유 - 제박사 役
- 2004.12.12 조국으로 돌아갈 수 없는 사람들, 한국에도 난민이 있습니다 - 직원 役
- 2004.12.26 고문, 우리시대의 일그러진 인권 - 남자 役
- 2005.07.17 "대한민국 인권변호사 1호 - 이돈명"
- 2005.08.21 흔들리는 입시 개혁안 - 우리 교육은 어디로 가고 있는가
- 2005.09.11 이산 상봉 20년의 두 얼굴 - 최두선, 김정일 役
- 2007.10.21 재외 동포의 생일 잔치, 제 1회 세계 한인의 날!

연속낭독 (KBS 3라디오) 
- 2006.07.05 ~ 2006.08.01 안재우, 안재연 <쌍둥이 형제, 하버드를 쏘다> (낭독)

라디오 여행기 (KBS 3라디오) 
- 2007.07.23 ~ 2007.08.07 최성민 <섬, 내가 섬이 되는 섬> (낭독)
- 2007.11.28 ~ 2008.01.15 한스 페터 <그 길에서 나를 만나다> (낭독)
- 2012.07.31 ~ 2012.08.25 권삼윤 <두브로브니크는 그날도 눈부셨다> (낭독)
- 2015.07.09 ~ 2015.07.28 빼빼가족 <빼빼가족, 버스몰고 세계여행> (낭독)

라디오 극장 (KBS 한민족 방송)
- 2014.11.01 ~ 2014.11.30 전  명 <파라한> (길)

라디오 독서실 (KBS 2라디오)
- 2002.02.03 박범신 <세상의 바깥> (대리)
- 2002.02.10 조정래 <한강> (전라 남)
- 2002.03.03 우애령 <당진 김씨> (덕칠)
- 2002.04.14 김다은 <초대받지 못한 그림들> (관장)
- 2002.05.12 하성란 <파리> (남자)
- 2002.06.09 이원규 <강물은 바람을 안고 운다> (벌목공 2)
- 2002.06.16 임철우 <등대> (노인)
- 2002.06.23 문순태 <정읍사, 그 천년의 기다림> (여물치)
- 2002.07.14 윤후명 <나비의 전설> (면 직원)
- 2002.08.18 정미경 <장밋빛 인생> (조카피)
- 2002.09.01 허경진<허균 평전> (이이첨)
- 2002.09.08 한승원 <물보라> (선생1)
- 2002.12.01 이혜경 <꽃그늘 아래> (남자)
- 2003.01.05 김나정 <비틀즈의 다섯 번째 멤버> (황씨)
- 2003.02.02 이명랑 <어머니가 있는 골목> (영철)
- 2003.03.09 이문구 <장척리 으름나무> (김만원)
- 2003.03.23 츠리 <번뇌 인생> (공장장)
- 2003.05.04 김동화 <황토빛 이야기> (덕삼)
- 2003.06.01 김용만 <은장도> (황억배)
- 2003.06.15 권지예 <행복한 재앙> (고득수)
- 2003.07.20 채영주 <바이올린맨> (한태)
- 2003.08.03 위  화 <허삼관 매혈기> (근룡)
- 2003.08.24 한  강 <노랑무늬 영원> (사진관 주인)
- 2003.09.14 박규원 <상하이 올드 데이즈> (쑨유)
- 2003.09.21 강석호 <금의환향> (대성)
- 2003.10.05 송기원 <폰개 성> (의부)
- 2003.10.12 베르나르 베르베르 <나무> (시장)
- 2003.10.19 백민석 <죽은 올빼미 농장> (노인)
- 2003.10.26 김정숙 <블루 사이공> (북청)
- 2003.11.30 김수미 <양파> (아들)
- 2004.01.11 이우현 <덫> (김형사)
- 2004.01.25 김성민 <그녀가 본 세상> (아들)
- 2004.02.29 곽재구 <낙타 풀의 사랑> (사내)
- 2004.03.21 김영현 <차력사> (정군)
- 2004.03.28 시게마츠 키요시 <비타민 F> (매형)
- 2004.06.06 김지우 <디데이 전날> (사무장)
- 2004.06.27 원재길 <달밤에 몰래 만나다> (주민1)
- 2004.07.04 손기호 <눈먼 아비에게 길을 묻다> (이장)
- 2004.07.11 전성태 <존재의 숲> (고씨)
- 2004.07.18 조창인 <길>
- 2004.08.08 박소희 <궁> (국왕)
- 2004.08.22 카타야마 코이치 <세상의 중심에서 사랑을 외치다> (아키 부)
- 2004.09.12 오은희 <달고나> (민)
- 2004.09.19 이   선 <프라우드 메리를 기억하는가> (중년남)
- 2004.10.03 법정스님 <홀로 사는 즐거움> (시, 경전 낭송)
- 2004.10.31 최인호 <몽유도원도> (도미)
- 2004.11.07 윤정환 <짬뽕> (손님2)
- 2004.11.21 공지영 <별들의 들판> (한수)
- 2004.11.28 이기호 <간첩이 다녀가셨다> (김 남)
- 2004.12.19 이청해 <오후의 빛> (김선생)
- 2004.12.26 김영무 <초의선사 장의순> (소우)
- 2005.03.20 한창훈 <깊고 푸른 강> (오빠)
- 2005.06.26 권지예 <여자의 몸 before & after> (남편)
- 2006.05.21 고연옥 <일주일> (강형사)
- 2006.09.24 박범신 <향기로운 우물 이야기> (홍이장)
- 2007.04.08 김병언 <마음의 이빨 자국> (나 / 해설)
- 2008.11.16 황석영 <삼포 가는 길> (영달)
- 2009.02.22 은희경 <아름다움이 나를 멸시한다> (나 / 해설)
- 2009.10.25 전경린 <바다엔 젖은 가방들이 떠다닌다> (나 / 해설)
- 2010.02.21 박민규 <아침의 문> (나 / 해설)
- 2010.05.23 박찬순 <발해풍의 정원> (나 / 해설)
- 2010.12.12 심윤경 <가을볕> (진환 아들)
- 2011.10.16 심상대 <묵호를 아는가> (나 / 해설)
- 2012.12.16 백가흠 <더 송 The song> (박준)

KBS 무대 (KBS 한민족 방송)
- 2002.02.10 임오생두 김씨 (사내 1)
- 2002.03.24 마지막 소포 (판사)
- 2002.06.02 누가 할단새를 보았는가 (의사1)
- 2002.07.07 당신이 내가 될 때 (민영 남편)
- 2002.08.04 그 여자의 선택 (직원1)
- 2002.09.08 먼길 (사진사)
- 2002.09.29 소크라테스와 불돌이 (사회)
- 2002.10.06 한심한 청춘 (상인2)
- 2002.11.03 미장원에 다녀오다 (해설자)
- 2002.11.17 가을 이중주 (의사)
- 2002.11.24 비목어(比目魚)의 사랑 (의사2)
- 2002.12.29 스물 아홉 (강사장)
- 2003.01.12 모델하우스 (경비)
- 2003.01.26 공공의 적 (직원2)
- 2003.02.02 구룡반점에 가면 사랑이 있을까 (사장)
- 2003.02.23 호수 (의사)
- 2003.03.02 당신은 누구시길래 (의사)
- 2003.03.09 여고동창생 (사장)
- 2003.04.13 버스를 타면 사랑이 보일까 (취객)
- 2003.05.11 歸依 그리고 他人 (사내)
- 2003.05.25 그 여자는 키가 작다 (형)
- 2003.06.15 된장국 유감 (사무1)
- 2003.06.22 개와 늑대 사이의 시간 (건물주)
- 2003.07.13 오봉달 카페로 오세요 (남6)
- 2003.07.27 초록 의자 (김사장)
- 2003.08.10 섹스블루
- 2003.08.24 택시 블루스 (남1)
- 2003.09.14 사랑한다면 우리처럼 (영삼)
- 2003.09.21 알함브라 궁전의 추억
- 2003.09.28 헤라클레스를 위하여 (민섭)
- 2003.10.12 반딧불이 마을 (김씨)
- 2003.10.26 불귀도(不歸島) (큰사위)
- 2003.11.09 서울, 2003년 가을 (박차장)
- 2003.11.23 교동도 (동주 아버지)
- 2003.11.30 선물 (박부장)
- 2003.12.07 이사도라의 선물 (손님2)
- 2003.12.14 동그라미 (최사장)
- 2003.12.21 싱글즈 (부장)
- 2004.01.04 선택
- 2004.02.15 앨리스는 더 이상 여기 살지 않는다 (강사장)
- 2004.03.07 용보네, 대박 터졌네 (정득만)
- 2004.03.21 내 나이 서른 아홉 (아나운서)
- 2004.05.02 비가비 (찬영)
- 2004.05.30 어머니의 이름으로 (소장)
- 2004.06.13 그녀의 계약결혼 (남자)
- 2004.06.20 지독한 사랑 (영호)
- 2004.06.27 돈베기 (문중어른)
- 2004.07.18 살아있는 자를 위하여 (김중선)
- 2004.07.25 그녀가 남긴 유산 (사장)
- 2004.08.01 두 아버지 (셋째)
- 2004.08.08 어머니의 애가 (의사)
- 2004.09.26 달빛귀신 (큰아들)
- 2004.10.10 마지막 선물 (장서방)
- 2004.10.17 탱고가 흐르는 황혼 (영호)
- 2004.10.31 한국제 빨간 스타킹 (친구2)
- 2004.11.07 이 닦는 여자 (남자1)
- 2004.11.28 꼬리표 삼촌 (국문과 교수)
- 2004.12.12 목탁새 (도함)
- 2004.12.26 만남 (청년)
- 2005.01.02 독수리5형제 (환희 부)
- 2005.01.16 아내의 첫사랑 (한정우)
- 2005.03.06 바람의 시 (교감)
- 2005.12.31 외눈박이 물고기 (영호)
- 2006.12.09 낚시터의 세 남자 (정수)
- 2010.09.11 네 번째 방 (평론가)
- 2012.03.24 꽃피는 봄이 오면 (주남)
- 2013.02.23 지울 수 없는 사랑 (최인성)
- 2014.07.05 노페인 노게인 (승범)
- 2015.01.31 쥐가 나타났다 (영문)
- 2015.08.29 죽거나 죽이거나 (건강원)

생방송 해피 선데이 <추리극장> (KBS 2라디오)
- 2004.05.02 01회 <사라진 누드사진> (손강오)
- 2004.05.09 02회 <금궤를 찾아라> (조반장)
- 2004.05.30 05회 <2층의 미스터리> (차인포)
- 2004.07.11 11회 <노랑머리 살인마> (차태윤)
- 2004.08.15 14회 <쥐덫> (장기표)
- 2004.08.22 15회 <황금회칼 살인사건> (양궁남)
- 2004.09.05 17회 <모두가 죽이고 싶었던 여자> (나보증)
- 2004.09.26 20회 <콩가루 집안 살인사건> (이몽룡)
- 2004.10.10 22회 <스파이의 죽음> (러시아인)

생방송 해피 선데이 <어른을 위한 동화> (KBS 2라디오)
- 2004.05.16 03회 <인도에서 원숭이 신과 여행하기> (직원)
- 2004.05.23 04회 <종달새와 밭의 주인> (해설)
- 2004.06.06 06회 <사진 없는 사진첩> (남자)
- 2004.06.13 07회 <만족하는 마음> (친구2)
- 2004.06.27 09회 <달팽이> (청년)
- 2004.07.04 10회 <고상한 취미> (해설)
- 2004.08.15 14회 <길> (남1)

생방송 해피 선데이 <뮤직 드라마> (KBS 2라디오)
- 2004.06.13 07회 <우리가 세상에 길들기 시작한 후부터> (부장)
- 2004.06.20 08회 <단발머리> (용팔)
- 2004.09.12 18회 <웨딩케익> (상태)
- 2004.09.19 19회 <공주님> (남2)
- 2004.10.03 21회 <가을 편지> (아빠)

생방송 해피 선데이 <패러디 극장> (KBS 2라디오)
- 2004.05.02 CM 패러디 + ID : 영화 실미도 예고편 (설경구)

엄길청의 성공시대 (KBS 2라디오)
- 2005.05.23 ~ 2005.06.04 제42화 구본형의 변화 경영 희망 프로젝트 (친구)
- 2005.09.12 ~ 2005.09.24 제50화 몽상가 이충섭의 묵사발인생 역전기 (동업자 외)
- 2006.07.31 ~ 2006.08.12 제73화 돈키호테 최종태, 사무실을 접수하다 (이병동)

특별기획 <이금희의 신화 오딧세이> (KBS 3라디오)
- 2010.11.12 인도 신화 <인드라의 눈물> (목수)

대한민국 경제실록 (KBS 1라디오)
- 2011.03.10 ~ 2011.04.20 제06화 철의 신화 (박태준)
- 2011.04.21 ~ 2011.06.17 제07화 한국경제의 대동맥 경부고속도로 (박중용 / 교장)
- 2011.06.20 ~ 2011.08.16 제08화 검은 황금, 오일머니를 잡아라 (김정염 / 선장)
- 2012.07.16 ~ 2012.09.21 제14화 5공화국, 부실기업 정리의 명과암 (김만재)
- 2013.02.26 ~ 2013.05.23 제17화 강남의 역사 (양택식)

특집기획 라디오 다큐멘터리, 라디오 드라마 (KBS)
- 2011.12.16 KBS 1라디오 특집 다큐멘터리 대한민국 철강왕, 그 큰 별이 지다. (박태준)
- 2013.03.08 KBS 1라디오 2013 희망가 우리 시대 의사의 조건 - 2부 착한 동행 (신지철 교수)

다큐멘터리 혁신의 승부사 (KBS 1라디오) 
- 2014.03.03 ~  2014.05.13 제3화 손정의, 3백년 기업을 꿈꾸다 (손정의)

교통캠페인 드라마 - 노란 안전선 위에 행복 (KBS 라디오) 
- 2002.02.24 11명의 아이를 낳고 싶었던 남자
- 2002.09.29 죽음보다 깊은 잠
- 2002.10.27 한밤의 불청객
- 2003.01.26 목격자를 찾습니다.
- 2003.02.23 날개돈에 담은 꿈
- 2003.04.27 월드컵 4강전이 열리던 날
- 2003.05.25 내 인생의 오토바이
- 2003.08.31 그리운 완두콩 한 말
- 2003.09.28 휠체어를 타고 온 선생님
- 2003.10.26 피아노 선생님의 왼팔
- 2004.01.18 쉬어가는 남자
- 2004.04.25 부메랑이 되어 돌아...
- 2004.05.30 바다와 맥주, 그리고 빗방울
- 2004.06.27 가슴에 묻은 내딸
- 2004.07.25 대천 가는 길
- 2004.08.29 대리 운전, 그 위험한 질주
- 2004.09.26 허수아비는 알고 있을까?
- 2004.10.31 길 위에서 흔들리다
- 2004.11.28 공사중인 도로에서 길을 잃다
- 2004.12.26 위험한 동승
- 2005.06.26 좁아진 차선, 그 안에서 통곡하다
- 2006.04.30 죽음보다 깊은 늪

#### EBS
- 라디오 역사 극장 (EBS FM)

#### TBS
라디오 문학관 (TBS) 
- 2008.11.24~2008.12.05 이문열 作 우리들의 일그러진 영웅
- 2009.01.28~2009.02.06 이순원 作 은비령

#### 국악방송
- 2009.04.21~2011.09.25 라디오북 글 읽는 마을 - 진행
- 2012.11.06 동리 신재효 탄생 200주년 특집 드라마 “나무는 오동잎을 떨구고...”
- 2013.12.26~2013.12.27 2013 송년특집 명고수 김명환 탄생 100주년 기념 다큐 드라마 '북으로 세상과 만나다' - 김명환 役

### 게임
- 도타 2 - 대즐, 혈귀
- 스타크래프트 II: 군단의 심장 - 투견 역
- 스타크래프트 II: 공허의 유산 - 칼달리스 역
- 카논 - 키타가와 쥰 역
- 사이퍼즈 - 태도 다이무스,폭렬의 사이어스,연합측 철거반,회사측 수호자 역
- 디아블로3
- 던전앤파이터 - 남격투가, 선지자 에스라
- 월드 오브 워크래프트: 판다리아의 안개 - 첸 스톰스타우트, 사부 샹 시
- 엔들리스 레전드 - 유목 연합 / 부서진 군주
- 삼국지를 품다 - 조조
- 더 워킹 데드 시즌1 - 래리 / 이송차량 경찰
- 히어로즈 오브 더 스톰 - 첸, 블랙하트 선장

### 오디오 드라마
- 시,연 삼국지화 드라마 - 순욱 役
- 맥베스 (Audien)

### 기타
- 에버랜드 - 잭

## 수상 경력
- 2004년 KBS 성우 연기 대상 (라디오 부문 - 신인 연기상)
- 2022년 KBS 라디오 연기대상 - 최우수 연기상

## 기타 사항
- 2015 한국성우 이벤트 <혼자라서 좋은 날> 출연